# Prințesa Marie Louise de Savoia
Maria Luisa Teresa de Savoia (8 septembrie 1749 – 3 septembrie 1792) a fost membră a Casei de Savoia. S-a căsătorit la vârsta de 16 ani cu Louis Alexandre de Bourbon, Prinț de Lamballe, moștenitor al celei mai mari averi din Franța. După căsătorie, care a durat un an, a mers la Curte și a ajuns confidenta reginei Maria Antoaneta. 

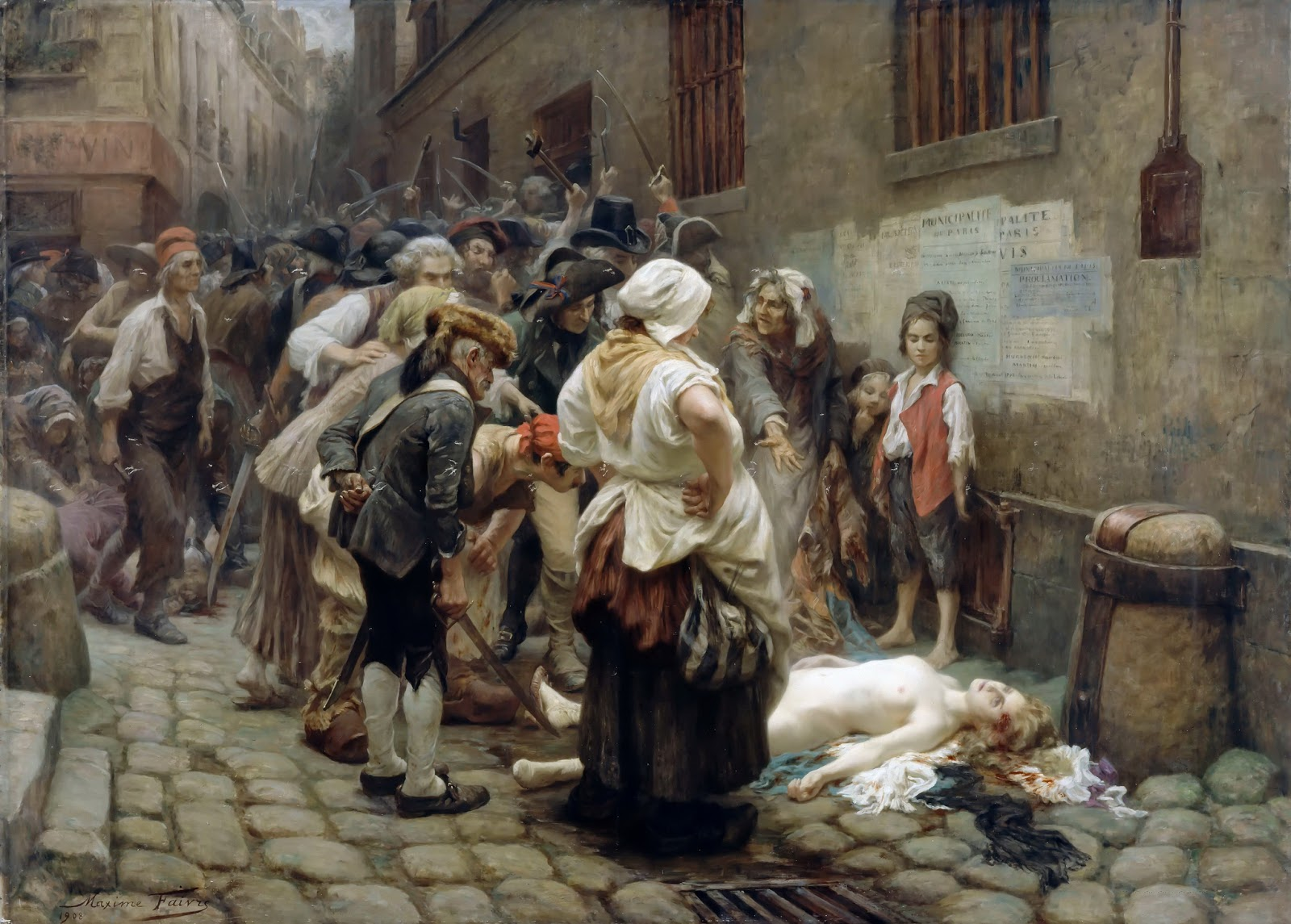
Moartea prințesei Lamballe
Pictură de Léon Maxime Faivre, 1908 (Muzeul Revoluției Franceze).

A fost ucisă, în condiții dramatice, de mulțimea furioasă, deoarece a refuzat să depună jurământ împotriva monarhiei.
Moartea ei a marcat începutul perioadei numită „Teroarea Iacobină”.

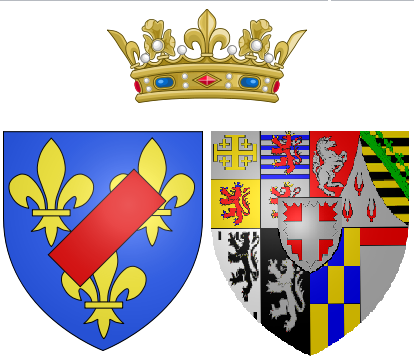